# Filip Ericsson
Filip Ericsson, född 25 maj 1882 i Göteborg, död 25 december 1951 i Göteborg, var en svensk seglare.
Han seglade för Göteborgs KSS. Han blev olympisk guldmedaljör i Stockholm 1912.